# Sandmalve
Die Sandmalve (Sida cordifolia L.), auch Indische Malve genannt, ist eine Pflanzenart der artenreichen Gattung Sida in der Familie der Malvengewächse (Malvaceae). Auf den Westindischen Inseln wird sie seit zirka 2000 Jahren als Heilpflanze angebaut. Sie fühlt sich auch in den tropischen und subtropischen Regionen Afrikas und Brasilien wohl.

## Beschreibung

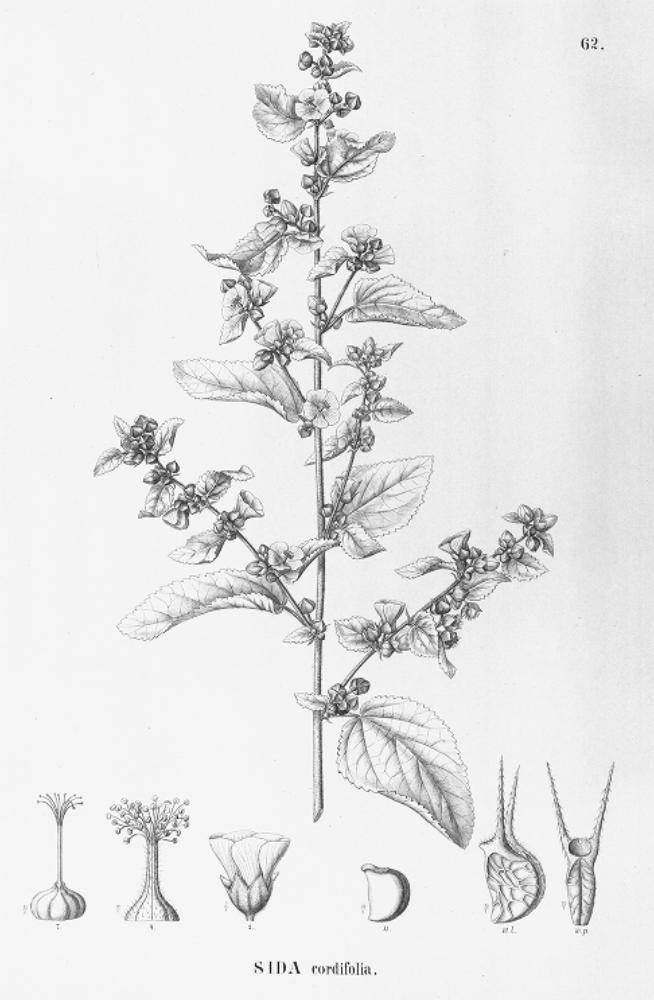
Illustration

### Vegetative Merkmale

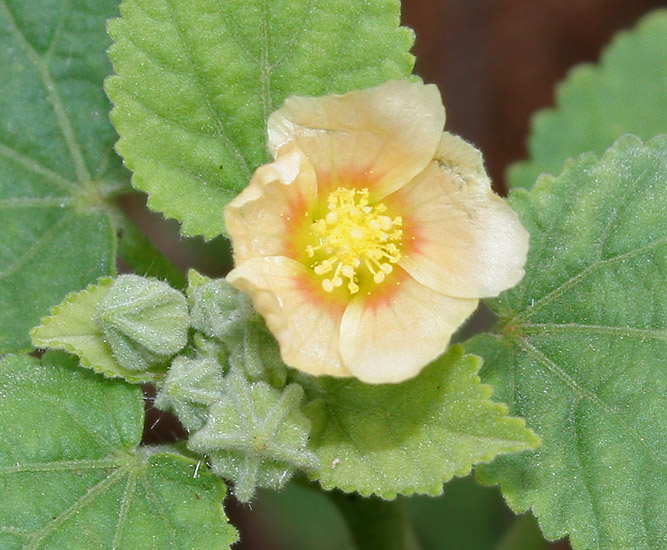
Blüte und Blütenknospen

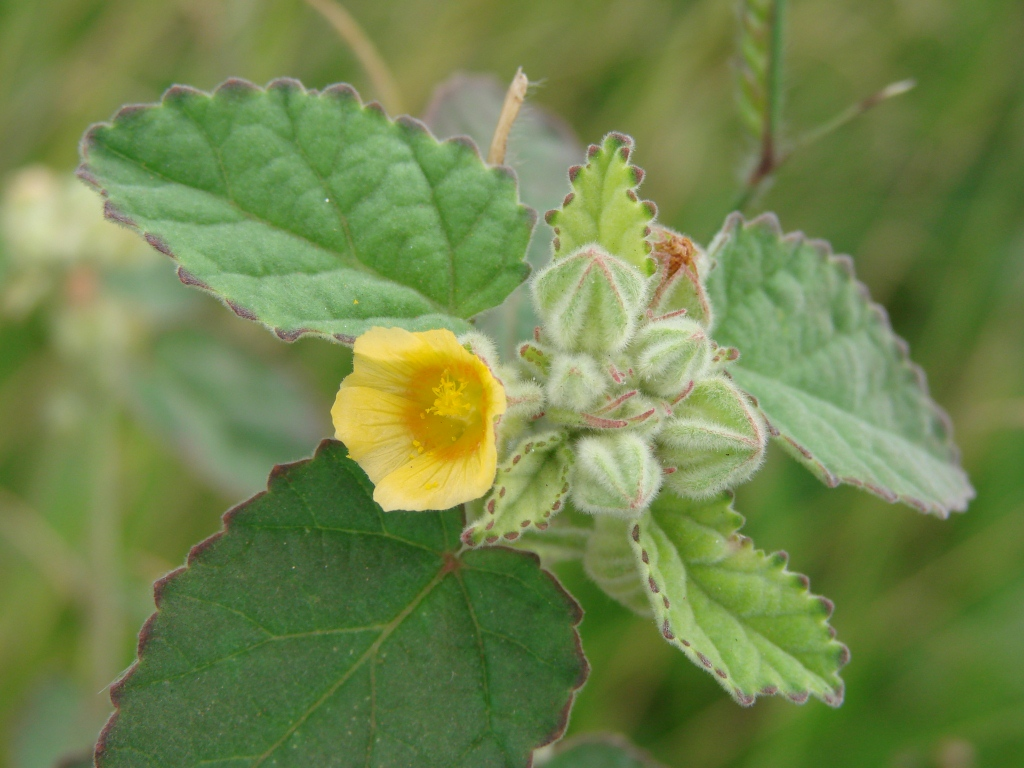
Sida cordifolia

Die Sandmalve wächst als selbständig aufrechter Halbstrauch, sie zeichnet sich durch ihr enormes Wachstum aus und erreicht Wuchshöhen von meist 1, manchmal bis zu 1,5 Metern. Sie bildet eine über 1 Meter lange, robuste Pfahlwurzel mit einem ausgeprägten Seitenwurzelsystem. Die vegetativen Pflanzenteile sind dicht mit borstigen Sternhaaren bedeckt, an der Rinde und den Blattstielen sind sie etwa 3 mm lang. Die wechselständig angeordneten Laubblätter sind 1 bis 2,5 cm lang gestielt. Die einfache Blattspreite ist bei einer Länge von 1,5 bis 5 cm und einer Breite von 1 bis 4 cm eiförmig mit einer leicht herzförmig bis gerundeten Spreitenbasis und stumpfem oder gerundetem oberen Ende sowie gekerbten Blattrand. Die Nebenblätter sind bei einer Länge von etwa 5 mm fadenförmig.

### Generative Merkmale
Die ganze Vegetationsperiode über können Blüten gebildet werden, die end- oder seitenständig einzeln oder in Bündeln zusammen stehen. Der 5 bis 15 mm lange Blütenstiel ist dicht mit weichen, langen Sternhaaren bedeckt. Die zwittrigen, radiärsymmetrischen und fünfzähligen Blüten weisen einen Durchmesser von etwa 1,5 cm auf. Die fünf Kelchblätter sind becherförmig verwachsen. Die 5 bis 6 mm langen, dreieckigen Kelchzähne sind dicht mit weichen, langen Sternhaaren bedeckt. Die fünf meist dunkel gelben bis mindestens zum Blütenzentrum hin orangefarbenen, freien Kronblätter sind bei einer Länge von 6 bis 8 mm länglich. Die etwa 6 mm lange Staubfadenröhre ist rau behaart.
Die dunkelbraune, harte Spaltfrucht besitzt einen Durchmesser von 6 bis 8 mm und zerfällt in zehn Teilfrüchte. Die keilförmigen Teilfrüchte besitzen vertikale Furchen und auf dem oberen Ende zwei 3 bis 4 mm lange Borsten, die den Kelch überragen und bärtig sind. Die lang-eiförmigen Samen besitzen ein behaartes oberes Ende. Die Teilfrüchte stellen die Diasporen dar.

### Chromosomenzahl
Die Chromosomenzahl beträgt 2n = 28.

## Verbreitung
Die mehr oder weniger pantropische Sida cordifolia besitzt Vorkommen in Sri Lanka, Indien, Pakistan, Bhutan, Nepal, Indonesien, Thailand, den Philippinen, auf Taiwan, den chinesischen Provinzen Fujian, Guangdong, Guangxi, Hainan, Sichuan sowie Yunnan, in Afrika und Südamerika. Beispielsweise in Australien und auf pazifischen Inseln ist sie eine invasive Pflanze.
Natürlich gedeiht Sida cordifolia in tropischen bis subtropischen Savannen. Leicht besiedelt sie gestörte (ruderale) Flächen wie Straßenränder, Feldränder, Brachflächen oder Wüstungen.

## Systematik
Die Erstveröffentlichung von Sida cordifolia erfolgte 1753 durch Carl von Linné in Species Plantarum, 2, S. 684. Ein Homonym ist Sida cordifolia L. Species Plantarum, Editio Secunda, 2, 1763, S. 961. Weitere Synonyme für Sida cordifolia L. sind: Sida althaeifolia Sw., Sida conferta Link, Sida cordifolia var. altheifolia (Sw.) Griseb., Sida cordifolia var. conferta (Link) Griseb., Sida decagyna Schumach. & Thonn. ex Schumach., Sida herbacea Cav., Sida holosericea Willd. ex Spreng., Sida hongkongensis Gand., Sida maculata Cav., Sida micans Cav., Sida pellita Kunth, Sida pungens Kunth, Sida rotundifolia Lam. ex Cav., Sida velutina Willd. ex Spreng.

## Nutzung

(+)-Pseudoephedrin

### Wirkstoffe und deren medizinische Anwendung
Sida cordifolia liefert reichlich Wirkstoffe wie Ephedrin, Pseudoephedrin, Vasicin und Phytosterol. 
Die Droge wirkt entzündungshemmend und fiebersenkend, kann aber in zu großen Dosen Halluzinationen und Fehlgeburten auslösen. In Afrika wird sie gegen Husten und Lungenerkrankungen, Malaria und Syphilis sowie als Wundheilmittel oder Aphrodisiakum eingesetzt.